# Fábio Raunheitti
Fábio Raunheitti (Nova Iguaçu, 11 de setembro de 1928 — Nova Iguaçu, 23 de dezembro de 2005) foi um advogado, tabelião e político brasileiro. Exerceu o mandato de deputado federal na época e por isso foi um dos signatários na Constituição de 1988.  Foi eleito deputado duas vezes pelo PTB no estado do Rio de Janeiro e permaneceu no Congresso Nacional entre os anos de 1987 e 1994.
Após a formação em direito, na Universidade Federal Fluminense, no ano de 1952, Fábio tornou-se tabelião e ocupou durante três anos, 1968 a 1970, o cargo de secretário de Educação e Cultura no Rio de Janeiro. Nos anos seguintes, entre 1975 e 1976, foi presidente da Fundação Educacional de Nova Iguaçu e anos depois fundou e foi dirigente da Sociedade de Ensino do mesmo município.
Em 1987 elegeu-se pela primeira vez a deputado federal e foi reeleito em outubro de 1990 para um segundo mandato. Em 1996 retornou à vida pública como vice-prefeito de Nova Iguaçu. O advogado possuiu 16 processos indexados contra ele na Justiça..  

## Biografia

### Nascimento e família
Era filho de José Raunheitti e Dulcelília de Moura, bem como irmão de Darcílio Aires Raunheitti, eleito deputado federal em 1975.
Darcílio morreu no ano de 1986 e Fábio herdou suas bases políticas, algo que seria importante em sua futura eleição.
Casou-se com a portuguesa Lídia Gonçalves, com quem teve quatro dos seus seis filhos. O mais velho, que também se chama Fábio, elegeu-se deputado estadual pelo Rio de Janeiro, no ano de 1998.

### Vida acadêmica e profissional
Fábio Raunheitti cursou direito na Universidade Federal Fluminense, em Niterói, no Rio de Janeiro, entre os anos de 1948 e 1952. Ele entrou para a OAB e neste mesmo ano de sua formação, o advogado tornou-se substituto do tabelião, no 5º distrito, em Nova Iguaçu.
Alguns anos depois, em 1968, Raunheitti passou a ser secretário de Educação e Cultura de Nova Iguaçu, cargo que ocupou até 1970. Em 15 de janeiro de 1969, fundou a primeira instituição de Ensino Superior da Baixada Fluminense, a Sociedade de Ensino Superior de Nova Iguaçu, atualmente Universidade Iguaçu -(UNIG). De 1975 até 1976, o então político foi presidente da Fundação Educacional do mesmo município e ao mesmo tempo foi o responsável pela Companhia Municipal de Desenvolvimento, função que manteve até o ano de 1982.

### Primeiro mandato
Nas eleições em 1986, Fábio Raunheitti concorreu e foi eleito pelo PTB para quatro anos com o mandato de deputado federal. Durante o período em que participou do governo foi Titular na Subcomissão de Orçamento e Fiscalização Financeira, esteve na Comissão do Sistema Tributário e também na Comissão de Orçamento e Finanças. Além disso, era suplente na Subcomissão da Educação, Esportes e Cultura, na de Ciência e Tecnologia e também na de Comunicação.
Por participar do governo durante o período, foi um dos signatários da Constituição de 1988.

### Segundo mandato
Em 1990, novamente pelo PTB, Fábio Raunheitti foi reeleito e assumiu o cargo no ano seguinte. Mas em 1992, teve sua acensão política frustrada, pois perdeu a disputa para Altamir Gomes na prefeitura do município de Nova Iguaçu..

### Opiniões políticas
Durante seus mandatos, Raunheitti participou de algumas sessões importantes para o Brasil. O advogado e político foi favorável ao sistema de presidencialismo, votou a favor do mandato de cinco anos para José Sarney e foi a favor da legalização do jogo do bicho e do aviso prévio proporcional.
Além disso, foi contra a descriminalização do aborto e também a um fundo que seria criado em apoio à reforma agrária.

## Acusações e problemas com a Justiça
Em 1994, Fábio Raunheitti foi acusado por repassar verbas do MEC para a Sesni, que era dirigido por ele e mais tarde se chamaria Universidade Iguaçu. A Comissão de Constituição e Justiça da Câmera o considerou culpado e por isso recomendou a cassação do político..